# واتچونگ، نیوجرسی
واتچونگ (به انگلیسی: Watchung) شهری در ایالت نیوجرسی کشور ایالات متحده آمریکا است که جمعیت آن در سرشماری سال ۲۰۱۰ میلادی، ۵٬۸۰۱ نفر بوده‌است.